# Macrine la Jeune
Macrine la Jeune (entre 324 et 330 - 379), ou Macrine d'Annisa est une sainte chrétienne, fêtée le 19 juillet. Elle est la petite-fille de sainte Macrine l'Ancienne. Son père, Basile l'Ancien, et sa mère, sainte Emmélie de Césarée, l'éduquent dans la foi chrétienne. Macrine est l'aînée d'une famille nombreuse de dix enfants. Trois de ses frères seront saints : Basile de Césarée, Grégoire de Nysse et Pierre de Sébaste.

## Biographie
Éduquée par une mère très pieuse, Macrine est fiancée, mais à la mort de son fiancé elle préfère se consacrer à Dieu. À la mort de son père, elle suit sa mère qui décide de mener une vie monacale dans le Pont, à Annesi. Macrine encourage Basile, son frère, à se faire baptiser, ce qu'il fait. Il fonde alors un monastère d’hommes en face de celui de Macrine et de leur mère. Les deux communautés formant un monastère double, les bâtiments étant séparés par le fleuve Iris. À la mort de sa mère, Macrine devient la supérieure de la communauté des femmes. Elle tombe malade et meurt en 379, accompagnée par son frère Grégoire de Nysse, qui écrira un livre de dialogue entre Macrine et lui, Dialogue sur l'âme et la résurrection.